# Matra (empresa)

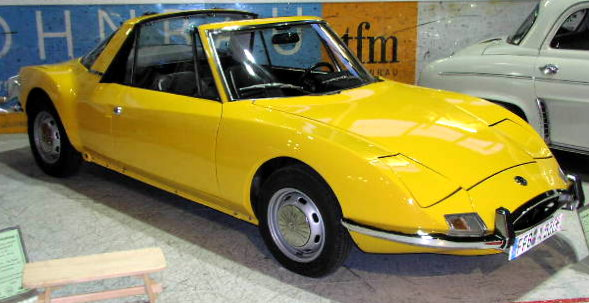
Imagem de um veículo Matra

Mécanique Avion TRAction ou Matra  (Mécanique Aviation TRAction) foi uma empresa francesa que atuou em vários ramos de negócio, tais como: automobilístico, aeronáutico e armamento. Em 1994 se tornou uma subsidiária do Grupo Lagardère, e desde então opera sob o seu nome.
O nome Matra se tornou famoso na década de 1960 quando passou a produzir carros. A Matra Automobiles produziu carros desportivos e de corrida, chegando a obter sucesso nessa área.
A empresa montou uma equipe, a Matra Sports, para disputar a Fórmula 1 a partir de 1967, em 1969 tornou-se a campeã de construtores tendo feito o piloto campeão, Jackie Stewart. A equipe abandonou a Fórmula 1 ao final da temporada de 1972.